# أدولف إنغستروم
أدولف إنغستروم (بالفنلندية: Adolf Engström)‏ هو شخصية أعمال فنلندي، ولد في 17 فبراير 1855 في Vörå ‏ في فنلندا، وتوفي في 19 يونيو 1924.